# Бондарі (Псковський район)
Бондарі (рос. Бондари) — присілок в Псковському районі Псковської області Російської Федерації.
Населення становить 2 особи. Входить до складу муніципального утворення Серьодкинська волость.

## Історія
Від 2015 року входить до складу муніципального утворення Серьодкинська волость.

## Населення
| 2002 | 2010 |
| ---- | ---- |
| 2    | →2   |